# Lambeosaurus
Lambeosaurus (Lambes ödla) var en hadrosaurid som levde under slutet av kritaperioden i Nordamerika (Kanada, Förenta staterna, Mexiko). Den blev upp till 9 meter lång. Lambeosaurus var den första i sitt slag att hittas. Den hade en kam på huvudet i form av en yxa med skaftet bakåt, och den var gjord av ihåligt ben, säkert färggrann för att imponera på andra i samma art. Den hade också en platt svans som lämpade sig väl till simning.
Antagligen var släktets medlemmar växtätare.